# Paweł Gulewski
Paweł Dominik Gulewski (ur. 5 marca 1981 w Toruniu) – polski samorządowiec i polityk, w latach 2020–2024 wiceprezydent Torunia, a od 2024 prezydent tego miasta.

## Życiorys
W latach 80. mieszkał na Podlasiu; jego rodzina powróciła do Torunia w 1989. Ukończył politologię na Uniwersytecie Mikołaja Kopernika w Toruniu. Pracował w toruńskich agencjach reklamowych. Wstąpił do Platformy Obywatelskiej. W latach 2005–2014 pracował w biurze parlamentarzysty Jana Wyrowińskiego. Był też dyrektorem biura regionalnego zarządu PO, a także zarządzał biurem senatora Przemysława Termińskiego. Pracował również jako doradca zarządu w spółce prawa handlowego.
W wyborach samorządowych w 2010 z ramienia PO uzyskał mandat radnego Torunia, otrzymując 364 głosy. W wyborach w 2014 z powodzeniem ubiegał się o reelekcję, otrzymując 1233 głosy. W wyborach samorządowych w 2018 ponownie został wybrany na radnego (z wynikiem uzyskał 1195 głosów).
W czerwcu 2020 został powołany na stanowisko wiceprezydenta Torunia, powierzono mu m.in. sprawy miejskiej służby zdrowia i zieleni. W styczniu 2024 zrezygnował z tego stanowiska. W lutym tego samego roku zapowiedział start w wyborach na prezydenta Torunia. W pierwszej turze otrzymał 38,3% głosów, zajmując pierwsze miejsce i przechodząc do drugiej tury. Pokonał w niej ubiegającego się o reelekcję Michała Zaleskiego z wynikiem 65,0% głosów. Urząd prezydenta miasta objął po zaprzysiężeniu 7 maja 2024.